# Parahalcampa antarctica
Parahalcampa antarctica is een zeeanemonensoort uit de familie Halcampidae.
Parahalcampa antarctica is voor het eerst wetenschappelijk beschreven door Carlgren in 1927.